# Одон де Фезансак
Одон Фальта́ (фр. Odon Falta; ум. до 985) — граф де Фезансак с ок. 960, старший сын графа Гильема Гарсии де Фезансака. Его прозвище «Фальта» означает «Безумный».

## Биография
Год рождения Одона неизвестен. Он был старшим из сыновей графа Гильема Гарсии, после смерти которого его владения были разделены между сыновьями. Одон получил восточную часть отцовских владений от Вика до Мовзена, и от Монтескью до Валанса, за которой сохранилось название Фезансак. Бернар I получил западную часть, включавшую кантоны Рискль, Эньян, Ногаро и Казобон, которая получила название графства Арманьяк. Неизвестно, кому из них достался Озан. Аббат Монлезён предполагает, что её получил Одон. Также в источниках у Гильема упоминается ещё один сын, Фределон, которого называют первым графом де Гор — области, в которую входили Сен-Пуи, Ласовета, Флёранс, Пойяк, Пуипти, Режомон и Сан-Лари. Владения Одона включали в себя около 100 феодов. При этом его брат Бернар сохранил за собой часть города Ош, располагавшийся во владениях Одона. Несмотря на то, что укреплённый замок Вик оказался на самой границе графства Фезансак, он продолжал оставаться главной резиденцией графа, в то время как Ош, который находился в глубине владений, был местопребыванием архиепископа.
Одон прославился разными бесчинствами, из-за чего получил прозвище «Фальта» — «Безумный». Позже он раскаялся в своих поступках и попытался искупить их дарениями церкви. Согласно акту, датированному около 960 года, Одон передал монастырю Святой Марии в Оше церковь Сен-Мартен-де-Бердаль.
Одон умер до 985 года, ему наследовал единственный сын Бернар I Одон.

## Брак и дети
Одон женился около 950 года, но имя его жены неизвестно. Дети:
- Бернар I Одон Мансья-Тине (ум. до 1020), граф де Фезансак